# Лутеран
Лутеран (њем. Lutheran) општина је у њемачкој савезној држави Мекленбург-Западна Померанија. Једно је од 76 општинских средишта округа Пархим. Према процјени из 2010. у општини је живјело 314 становника. Посједује регионалну шифру (AGS) 13060050.

## Географски и демографски подаци
Лутеран се налази у савезној држави Мекленбург-Западна Померанија у округу Пархим. Општина се налази на надморској висини од 56 метара. Површина општине износи 8,5 km². У самом мјесту је, према процјени из 2010. године, живјело 314 становника. Просјечна густина становништва износи 37 становника/km².

## Међународна сарадња
| Мјесто     | Држава      | Врста сарадње | Од    |
| ---------- | ----------- | ------------- | ----- |
| Наровља    | Бјелорусија | партнерство   | 2004. |
| Валга      | Естонија    | контакт       | 1994. |
| Харткирхен | Аустрија    | партнерство   | 1995. |
| Извор      |             |               |       |